# Ciposia wheeleri
Ciposia wheeleri är en lavart som först beskrevs av Richard Clinton Harris och fick sitt nu gällande namn av Bernhard Marbach 2000. 
Ciposia wheeleri ingår i släktet Ciposia och familjen Caliciaceae. Inga underarter finns listade i Catalogue of Life.